# Cheilanthes hintoniorum
Cheilanthes hintoniorum là một loài thực vật có mạch trong họ Adiantaceae. Loài này được Mendenhall & G.L. Nesom miêu tả khoa học đầu tiên năm 1991.